# Культурское муниципальное образование
Культурское муниципальное образование — упразднённое сельское поселение в Советском районе Саратовской области Российской Федерации.
Административный центр — село Новокривовка.

## История
Статус и границы сельского поселения установлены Законом Саратовской области от 29 декабря 2004 года N 119-ЗСО «О муниципальных образованиях, входящих в состав Советского муниципального района».
Законом Саратовской области от 20 апреля 2018 года № 40-ЗСО Культурское, Наливнянское и Пушкинское муниципальные образования преобразованы, путём их объединения, во вновь образованное муниципальное образование «Пушкинское муниципальное образование Советского муниципального района Саратовской области», наделённое статусом городского поселения.

## Население
| 2010 | 2011  | 2012  | 2013  | 2014  | 2015  | 2016  | 2017  | 2018  |
| ---- | ----- | ----- | ----- | ----- | ----- | ----- | ----- | ----- |
| 1269 | ↘1268 | ↗1272 | ↘1252 | ↘1230 | ↘1173 | ↘1161 | ↗1176 | ↘1165 |

## Состав сельского поселения
| № | Населённый пункт | Тип населённого пункта       | Население |
| - | ---------------- | ---------------------------- | --------- |
| 1 | Новокривовка     | село, административный центр | ↘1101     |
| 2 | Новолиповка      | село                         | ↘168      |